# Espiro (química)
Espiro, na química, se refere a compostos com dois ou mais ciclos em que os ciclos são ligados por apenas um átomo, usualmente um carbono quaternário.